# Incilius signifer
Incilius signifer är en groddjursart som först beskrevs av Mendelson, Williams, Sheil och Daniel G. Mulcahy 2005.  Incilius signifer ingår i släktet Incilius och familjen paddor. IUCN kategoriserar arten globalt som livskraftig. Inga underarter finns listade i Catalogue of Life.